# Fenerbahçe Istanbul (basketbal ženy)
Fenerbahçe Istanbul (turecky: Fenerbahçe Kadın Basketbol) je turecký ženský basketbalový klub, který sídlí v Istanbulu. Drží rekord v počtu titulů v domácí turecké basketbalové soutěži žen. Působí také v Eurolize v basketbalu žen, kde patří k nejlepším klubům. Jedná se o nejstarší ženský basketbalový klub v Turecku. Jeho založení v roce 1954 vedlo k založení turecké ženské basketbalové ligy. 
Své domácí zápasy odehrává ve sportovní hale Metro Enerji s kapacitou 2 500 diváků.

## Historické názvy
- Fenerbahçe (1954–2019)
- Fenerbahçe Öznur Kablo (2019–2021)
- Fenerbahçe Safiport (2021–2022)
- Fenerbahçe Alagöz Holding (2022–2024)
- Fenerbahçe Opet (2024–)

## Získané trofeje

### Vyhrané domácí soutěže
- Turecká basketbalová liga
  - 1998/99, 2001/02, 2003/04, 2005/06, 2006/07, 2007/08, 2008/09, 2009/10, 2010/11, 2011/12, 2012/13, 2015/16, 2017/18, 2018/19, 2020/21, 2021/2022, 2022/2023
- Turecký šampionát
  - 1956, 1957, 1958
- Turecký pohár
  - 1998/99, 1999/00, 2000/01, 2003/04, 2004/05, 2005/06, 2006/07, 2007/08, 2008/09, 2014/15, 2015/16, 2019, 2020, 2024
- Turecký superpohár
  - 1999, 2000, 2001, 2004, 2005, 2007, 2010, 2012, 2013, 2014, 2015, 2019

### Vyhrané mezinárodní soutěže
- Euroliga v basketbalu žen
  - 2022/23

## Trenéři
| Roky      | Stát      | Trenér(ka)        |
| --------- | --------- | ----------------- |
| 1955–1960 | Turecko   | Önder Dai         |
| 196?–1968 | Turecko   | Mehmet Baturalp   |
| 1980–1985 | Turecko   | Yaman Eymür       |
| 1987–2000 | Turecko   | Göksel Zeren      |
| 2000–2009 | Turecko   | Zafer Kalaycıoğlu |
| 2009–2010 | Turecko   | Haydar Kemal Ateş |
| 2010      | Turecko   | Aydın Uğuz        |
| 2010–2011 | Maďarsko  | László Rátgéber   |
| 2011–2012 | Řecko     | Corcis Dikeulakos |
| 2012–2014 | Španělsko | Roberto Íñiguez   |
| 2014–2015 | Polsko    | Jacek Winnicki    |
| 2015–2017 | Řecko     | Corcis Dikeulakos |
| 2017–2018 | Turecko   | Fırat Okul        |
| 2018–2019 | Francie   | Valérie Garnier   |
| 2019–2022 | Španělsko | Víctor Lapeña     |
| 2022–2023 | Srbsko    | Marina Maljković  |
| 2023–2025 | Francie   | Valérie Garnier   |
| 2025–     | Španělsko | Miguel Méndez     |